# Neriacanthus
Neriacanthus — род цветковых растений семейства Акантовые. Включает в себя три вида травянистых растений, эндемичных для Эквадора. Описан Джорджем Бентамом в 1876.

## Виды
- Neriacanthus grandiflorus Leonard
- Neriacanthus harlingii Wassh.
- Neriacanthus nitidus Leonard